# Louvorzão
O Louvorzão ou Louvorezões são eventos relativos ao Culto Cristão, voltados para jovens e atividades ministeriais de Adoração. Segundo CUNHA (2004), pesquisadora da Universidade de São Paulo, são iniciativas na quais igrejas têm buscado implantar espaços de reunião, com vistas a atrair especialmente a juventude.
A execução das músicas é feita por Ministro de Louvor, Levita e Adorador, tanto da congregação na qual o evento é realizado, como também podem ser contratados cantores e ministérios que trabalhem com música gospel. Os eventos realizados periodicamente, geralmente em noites de sexta-feira ou sábado, são utilizados como uma opção para a juventude evangélica em relação à vida noturna secular (bebida, fumo, violência e drogas).
O modelo dos “Louvorezões” se popularizou bastante nas igrejas evangélicas como opção de lazer para noites de final de semana, especialmente por não representar custo para os promotores nem para o público. Aqui eles diferem bastante dos espetáculos que têm participação de cantores gospel mais famosos, que cobram altos cachês e outras exigências, os quais podem ser custeados apenas pelas igrejas mais ricas; ou condicionam a venda de uma certa quantidade de CDs, o que faz com as igrejas promotoras dependam do público para a realização da programação. Grupos de louvor e adoração famosos, como o Diante do Trono, fazem algumas exigências de infraestrutura (portanto, não é qualquer igreja que pode convidá-los) e afirmam não cobrar cachê – dizem aceitar “uma oferta de amor” –, mas no caso da cobrança de ingressos, há cobrança de cachê. O Louvorzão costuma ser um evento de entrada franca.
Os “Louvorezões” funcionam como exercício nas igrejas locais para reprodução do formato dos espetáculos e das apresentações na televisão. Para isso, elas investem recursos consideráveis na compra de equipamentos de som – algumas até de iluminação –, de instrumentos musicais e de material de apoio como telões e equipamento multimídia.
O retoma a ideia dos Festival de Talentos e acabam sendo uma vitrine para novos produtores de música gospel.